# La Ravoire
La Ravoire este o comună în departamentul Savoie din sud-estul Franței. În 2009 avea o populație de 7.458 de locuitori.

## Evoluția populației
| An        | 1975  | 1982  | 1990  | 1999  | 2006  | 2009  |
| --------- | ----- | ----- | ----- | ----- | ----- | ----- |
| Populație | 4.020 | 6.659 | 6.689 | 6.555 | 6.788 | 7.458 |